# Westwood Shores (Texas)
Westwood Shores es un lugar designado por el censo ubicado en el condado de Trinity en el estado estadounidense de Texas. En el Censo de 2010 tenía una población de 1162 habitantes y una densidad poblacional de 119,13 personas por km².

## Geografía
Westwood Shores se encuentra ubicado en las coordenadas 30°56′12″N 95°19′39″O / 30.93667, -95.32750. Según la Oficina del Censo de los Estados Unidos, Westwood Shores tiene una superficie total de 9.75 km², de la cual 8.34 km² corresponden a tierra firme y (14.45%) 1.41 km² es agua.

## Demografía
Según el censo de 2010, había 1162 personas residiendo en Westwood Shores. La densidad de población era de 119,13 hab./km². De los 1162 habitantes, Westwood Shores estaba compuesto por el 97.59% blancos, el 0.43% eran afroamericanos, el 0.86% eran amerindios, el 0.17% eran asiáticos, el 0% eran isleños del Pacífico, el 0.34% eran de otras razas y el 0.6% pertenecían a dos o más razas. Del total de la población el 2.75% eran hispanos o latinos de cualquier raza.